# Малеки, Халиль
Халиль Малеки (перс. خلیل ملکی‎; 1903, Тебриз — 1969, Тегеран) — иранский социалист и член Национального Фронта.

## Биография
В начале 1940-х Малеки был одним из 53 левых интеллектуалов, заключенных в тюрьму Реза Шахом. После освобождения он был одним из первых основателей партии Туде, коммунистической и просоветской организации, которая хотела превратить Иран в социалистическое государство по образцу СССР. Группа сыграла значительную роль в организации трудовых волнений и добилась улучшения заработной платы и условий жизни рабочего класса Ирана, особенно тех, кто работал на нефтяных месторождениях Хузестана (тогда находившихся под контролем Англо-Иранской нефтяной компании или AIOC). Но широко распространено мнение, что партия подчиняется приказам советского лидера Иосифа Сталина, и из-за этого многие иранцы считали ее предателями. Со временем Малеки пришел к выводу, что партия Туде является доверенной силой СССР, и по этой причине он отделился от группы и начал осуждать ее. Вместе с доктором Моззафаром Багаем он помог создать Трудовую партию Ирана, организацию, якобы занимавшуюся установлением социализма и демократии в Иране, но которая также была очень антикоммунистической.
В отличие от партии Туде, Малеки утверждал, что Иран должен быть независимым как от Запада, то есть Великобритании, так и от Востока, подразумевая СССР. Однако в 1952 году Малеки порвал с Багаем из-за решения последнего выступить против правительства доктора Мохаммеда Мосаддыка, который в то время был премьер-министром и лидером Ирана. Премьер Мосаддык возглавил движение за национализацию нефтяной промышленности, поставив ее под контроль Национальной иранской нефтяной компании в 1951 году. С тех пор он принял меры по демократизации Ирана и проведению скромных реформ в административных областях, в армии и при проведении выборов. Однако Багай утверждал, что Мосаддык проявляет чрезмерную терпимость к коммунистам и что его политика носит слишком коллективистский характер. Затем он отделился от Национального фронта Ирана. Из-за этого Партия трудящихся раскололась на две фракции: одна сторона присоединилась к Багаю в противостоянии Мосаддыку, а другая присоединилась к Халилу Малеки в его поддержке политики Мосаддыка. Эта последняя группа стала известна как Третья сила и была доминирующим левым элементом в Национальном фронте.
19 августа 1953 года прошахские элементы в иранских вооруженных силах заменили Мосаддыка автократической монархией во главе с правящим шахом Мохаммед Реза Пехлеви. Халил Малеки вместе с другими националистами решительно выступал против нового, деспотического и прозападного режима и продолжал свою политическую деятельность на протяжении 1950-х и 1960-х годов. Но в начале 1960-х годов, во время формирования Второго национального фронта, ему запретили присоединиться к этой группировке из-за сильного сопротивления, с которым он столкнулся со стороны Шапура Бахтияра и Мохаммеда Али Хонджи. Тем не менее, он присоединился к Третьему национальному фронту и оставался политически активным до своей смерти в 1969 году.
Малеки был марксистом и, как уже отмечалось, бывшим коммунистом. Он был одним из первых мировых коммунистических лидеров, отвергших руководство Сталина после Второй мировой войны. Вместо этого на протяжении 1950-х и 1960-х годов он отождествлял себя с демократическим социализмом и Движением неприсоединения. В офисах партии «Третья сила» на видном месте висела фотография Джавахарлала Неру, с которым Малеки политически себя ассоциировал. Малеки надеялся на мирные перемены посредством выборов в Иране, но репрессии шаха в конце 1960-х годов обрекли эти надежды.